# Cabaray
Cabaray é um pico da Cordilheira dos Andes localizado na Bolívia. É um estratovulcão com 5869 m de altitude, que se situa entre os vulcões Isluga e Tata Sabaya, a leste da fronteira Bolívia-Chile. Desconhece-se a data da sua última erupção.